# Museo di architettura popolare di Sanok
Museo di architettura popolare di Sanok è un museo etnografico di Sanok, in Polonia.
Racconta la storia e l'evoluzione dell'architettura popolare proponendo una raccolta di edifici provenienti da diverse parti della Polonia.

## Galleria d'immagini

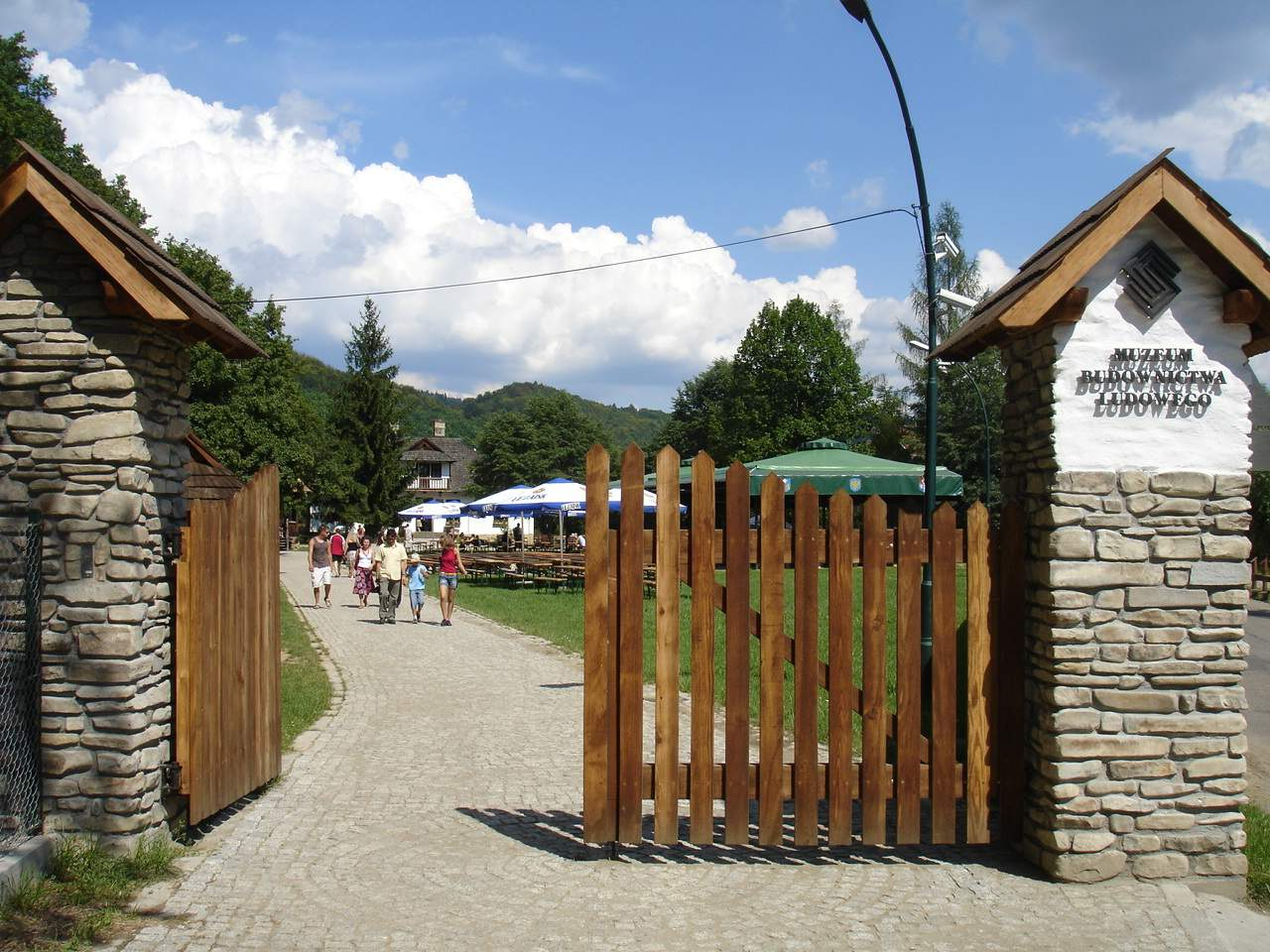
Ingresso
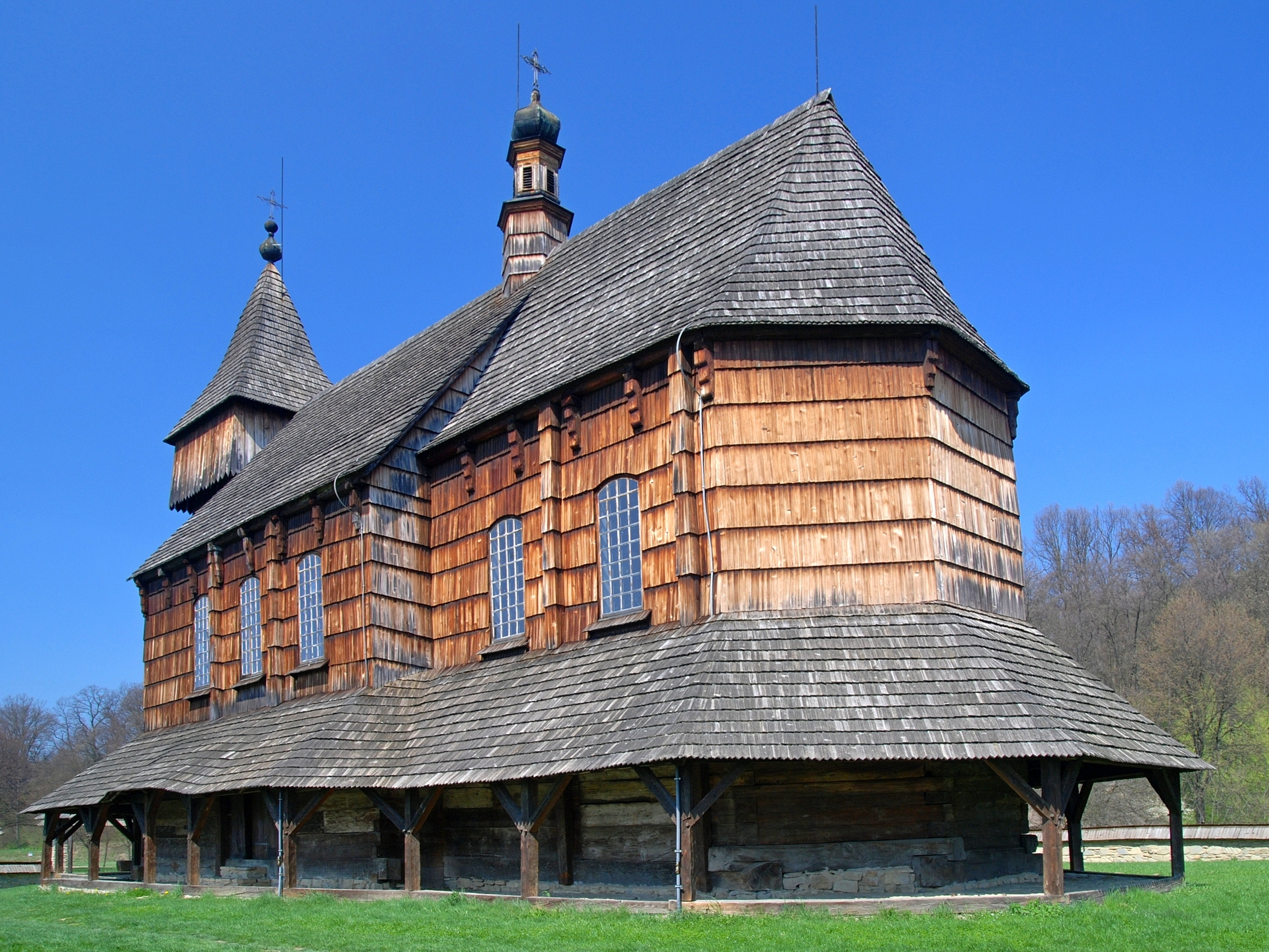
Chiesa di San Michele
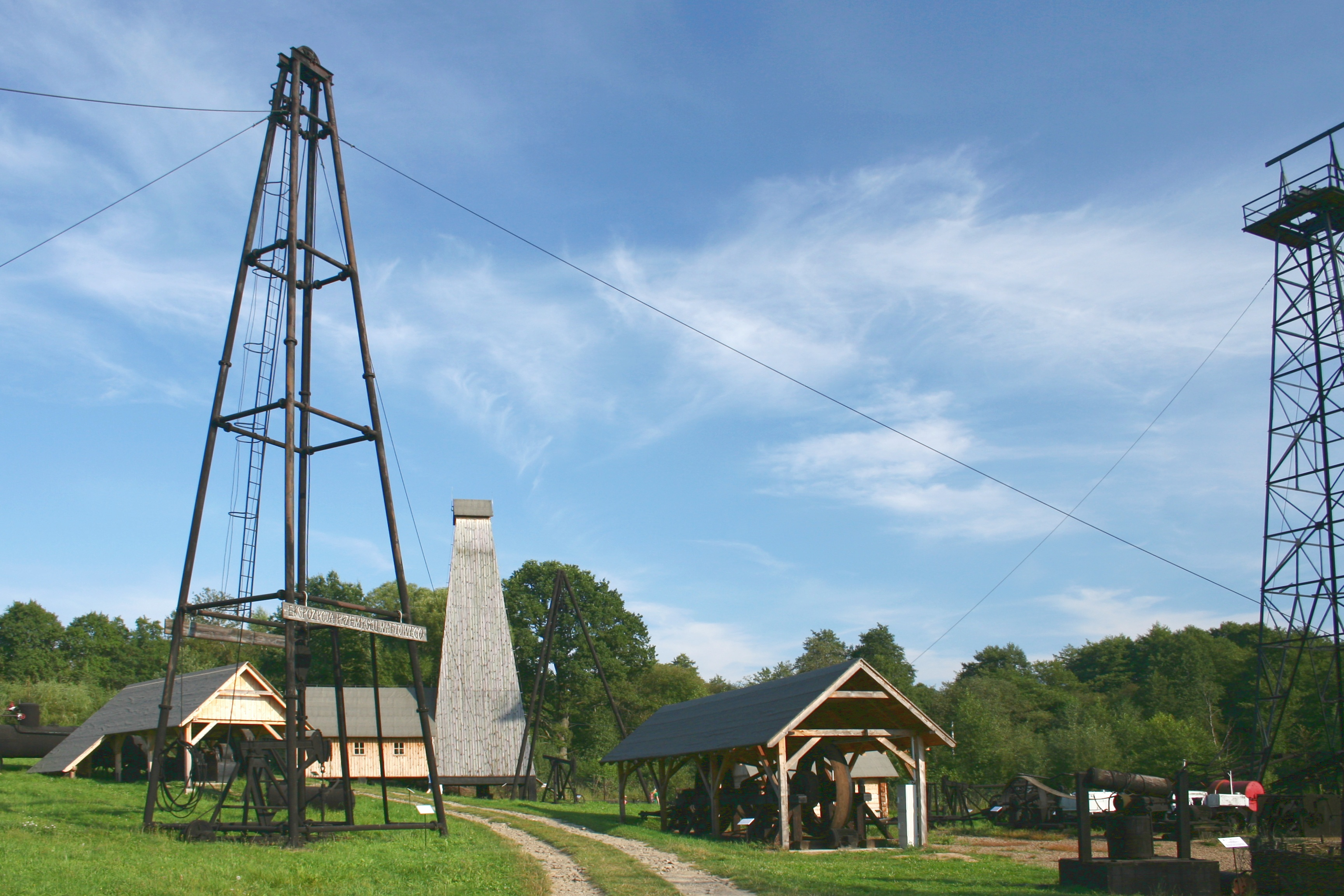
Pozzo petrolifero